# Wronki
Wronki (udtale: [ˈvrɔŋki]; tysk: Wronke)  er en by i den nordvestlige del af  voivodskabet Storpolen i  den vestlige centrale del af Polen. Byen   har 10.918(2021) indbyggere og et areal på 5,81  km², og administrationsby i   powiatet Szamotuły. Den ligger tæt på floden Warta nordvest for Poznań i udkanten af Noteć-skoven,

## Historie
Byens navn kommer fra wrona, det polske ord for en krage, hvilket også afspejles i byens våbenskjold. Ifølge lokale rygter blev Boleslaw den dristige engang i 1002 taget i et sidespring på bredden af Wronki-floden. Den ældste kendte omtale af Wronki er fra 1279. Handel og håndværk udviklede sig i senmiddelalderen, på grund af byens beliggenhed både ved Warta-floden og på handelsruten, der forbandt større byer Poznań og Szczecin. På forskellige tidspunkter var Wronki enten en kongeby under Kongeriget Polens krone privat by ejet af polsk adel. Administrativt lå den i Poznań-powiatet i Poznań-voivodskabet i provinsen Storpolen.  Det blev annekteret af Kongeriget Preussen i 1793 i Polens anden deling, genvundet af polakkerne og inkluderet i det kortvarige Hertugdømmet Warszawa i 1807, genannekteret af Preussen i 1815, og fra 1871 til 1919 var det også en del af Tyskland.